# Absolutní hudba
Absolutní hudba je termín hudební estetiky, který vznikl v 19. století. Za hudbu absolutní se považovala taková, která se obrací k posluchačům pouze ryze hudebními prostředky - melodií, harmonií, formou, dynamikou, atd.). Byla dávána do protikladu s hudbou programní.
Tento termín je dnes překonán vzhledem k průkazu faktu, že hudba působí na posluchače komplexně včetně mimohudebních prostředků.